# Хрис
Хрис (грч. Χρύσης) је у грчкој митологији било име више личности.

## Етимологија
Име Хрис значи златан.

## Митологија
- Према Паусанији, Хрис је наследио краља Флегију. Био је син Посејдона и Хрисогеније и Минијин отац.[2]
- Према Аполодору, био је син Миноја и Парије. Као и његову браћу, убио га је Херакле.[2]
- Ардидов (или Ардисов) син[3] и у Хомеровој „Илијади“, али и према Хигину, Аполонов свештеник, који је замолио Ахејце да ослободе његову кћерку Хрисеиду, али је Агамемнон одбио његов захтев и понизио га грубим речима (према Зевсовом наговору[1]). Свештеник се тада молио свом богу да га освети и Аполон је десетковао ахејску војску пославши им болест.[2] Када је напокон Калхант објаснио шта их је снашло, Агамемнон је, додуше невољно, морао да попусти, те врати Хрисеиду свом оцу уз пригодне поклоне. Међутим, тада се одлучио да узме Брисеиду, која је била припала Ахилу и то је изазвало спор ова два јунака.[1]
- Хигин је поменуо још једног Хриса, свештеника, који је био Агамемнонов син и унук претходно наведеног Хриса. Када су Орест, Пилад и Ифигенија доспели код њега, на острво Сминт, он је најпре мислио да их преда њиховом прогонитељу Тоанту, али се предомислио када му је деда рекао (или му је то открила мајка[4]) да је Орест његов полубрат, односно да му је отац Агамемнон, а не Аполон како је до тада мислио. Тада му је помогао, напао Тоанта и убио га.[2][1]